# Марица (връх)
Вижте пояснителната страница за други значения на Марица.
Връх Марица е преобладаващо покрит с лед връх в хребет Боулс на остров Ливингстън, с надморска височина 560 m. Получава името на 15 март 2002 г. в чест на река Марица и село Марица в Югозападна България.

## Описание
Върхът е със стръмни и частично свободни от лед южни склонове. Намира се непосредствено западно от Пирдопска порта в хребет Боулс. Издига се на юг над ледника Хюрън и на североизток над ледника Струма. На 3,300 km източно от връх Боулс, 970 m югоизточно от Аспарухов вал, 1,180 km запад-югозапад от Атанасов нунатак, 2,480 km северно от Ахелойски нунатак и 2,370 km североизточно от Кузманова могила.

## Картографиране
Британска топографска карта от 1968 г. и българска от 2005 и 2009 г.

## Карти
- South Shetland Islands. Scale 1:200000 topographic map No. 3373. DOS 610 – W 62 58. Tolworth, UK, 1968.
- Islas Livingston y Decepción. Mapa topográfico a escala 1:100000. Madrid: Servicio Geográfico del Ejército, 1991.
- S. Soccol, D. Gildea and J. Bath. Livingston Island, Antarctica. Scale 1:100000 satellite map. The Omega Foundation, USA, 2004.
- L.L. Ivanov et al., Antarctica: Livingston Island and Greenwich Island, South Shetland Islands (from English Strait to Morton Strait, with illustrations and ice-cover distribution), 1:100000 scale topographic map, Комисия по антарктическите наименования of Bulgaria, Sofia, 2005
- L.L. Ivanov. Antarctica: Livingston Island and Greenwich, Robert, Snow and Smith Islands. Scale 1:120000 topographic map. Troyan: Manfred Wörner Foundation, 2010. ISBN 978-954-92032-9-5 (First edition 2009. ISBN 978-954-92032-6-4)
- Antarctic Digital Database (ADD). Scale 1:250000 topographic map of Antarctica. Scientific Committee on Antarctic Research (SCAR). Since 1993, regularly upgraded and updated.